# Хольст, Кай
Кай Кристиан Мидделтон Хольст (норв. Kai Christian Middelthon Holst; 24 февраля 1913, Лиллехаммер, Норвегия — 27 июня 1945, Стокгольм, Швеция) — участник норвежского антинацистского сопротивления.

## Биография
Кай Хольст родился 24 февраля 1913 года в Лиллехаммере. Окончил среднюю школу в своём родном городе, затем — торговое училище. С 1930 по 1933 годы плавал на торговых судах, но был вынужден оставить эту работу из-за заболевания туберкулёзом. После этого работал лесником в районе Лиллехаммера. В 1939 году ему была сделана хирургическая операция, в результате которой он лишился одного лёгкого.
После начала Второй мировой войны и оккупации Норвегии войсками Нацистской Германии в мае 1940 года остался в стране. В 1942 году шурин Хольста, участник антинацистского сопротивления лейтенант Ларс Хейердал-Ларсен пригласил того участвовать в сопротивлении, и Хольст согласился. Был известен подпольщикам под псевдонимом Гран, а затем Коко. Занимался поиском разведывательной информации, преимущественно в районе Осло, а также выполнял роль связного между различными группами сопротивления. Взаимодействовал с такими его руководителями подпольных групп, как Оле Борге, Йенс Кристиан Хауге и Асбьёрн Сунде. После ареста нескольких лидеров сопротивления осенью 1942 года, фактически стал единственным связующим звеном между его разрозненными ячейками.
5 августа 1943 года был вынужден скрыться в нейтральной Швеции. В эмиграции выполнял работу по передаче на родину добытой за рубежом разведывательной информации, сотрудничая в Хейердалом-Ларсеном и Хансом Рингвольдом. Одновременно с этим был завербован британской спецслужбой SIS (предшественницей MI6); также находился в контакте с советским посольством. Из-за этого имел проблемы со шведской полицией и как минимум один раз задерживался ей (11 апреля 1944 года). 26 июня 1945 года вместе с британцами побывал в  Лиллехаммере, где предположительно узнал о проведённой там ранее спецслужбами США и Швеции операции «Коготь», которая состояла в эвакуации 35 нацистских разведчиков в Швецию, а затем в США в обмен на расшифрованные Абвером секретные советские шифровальные коды.
На следующий день, 27 июня 1945 года погиб при невыясненных обстоятельствах в Стокгольме. Официальной версией смерти было названо самоубийство, однако существуют альтернативная версия объяснения смерти Хольста, согласно которой он был убит из-за ставших ему известными деталей операции «Коготь», которые американские и шведские спецслужбы хотели скрыть.

## Награды
В 1950 году был посмертно удостоен британским премьер-министром Клементом Эттли «Королевской награды за мужество».